# إيدن وايت
إيدن وايت (بالإنجليزية: Eden White)‏ هي مغنية وملحنة ومغنية مؤلفة أمريكية، ولدت في 1970 في بروفيدنس في الولايات المتحدة.

## وصلات خارجية
- إيدن وايت على موقع ميوزك برينز (الإنجليزية)
- إيدن وايت على موقع أول ميوزيك (الإنجليزية)
- إيدن وايت على موقع ديسكوغز (الإنجليزية)